# Schwenkfelder Gyülekezet
A Schwenkfelder Gyülekezet egy kis amerikai keresztény felekezet, melynek gyökerei a 16. századi radikális reformációig nyúlnak vissza, Kaspar Schwenkfeld tanításaihoz (schwenkfeldiánusok).

## Történetük
Bár követői megőrizték Schwenkfeld tanításait a XVI. századtól, nem alapítottak külön felekezetet a XX. századig, mivel Schwenkfeld nagyobb hangsúlyt feltetetett a belső szellemi életre, mint sem a külsőségekre. Azon munkálkodott, hogy minden hívőt egy közösségbe szervezve legyen tagja az egyetlen (szellemi) Egyháznak. A XVI. század közepén ezrek követték a Schwenkfeld által hirdetett „Középutas” reformációt. Ez a középút a reformáció akkor radikálisnak tekintett anabaptista és a mérsékelt Lutheri valamint svájci, Zwingli és Kálvin nevéhez fűződő ága közötti utat jelentett.
Kezdetben a Krisztus Dicsőségét megvallóknak nevezték őket (miután Schwenkfeld 1541-ben kiadta Krisztus Dicsőségének nagyszerű megvallása című könyvét), később Schwenkfelderekként váltak ismertté. Ezek a keresztények gyakran szenvedtek el üldözést, rabszolgasággal, börtönnel és pénzbírsággal sújtotta őket a hatalom és az állam-egyház Európában. Többségük dél Németországban élt vagy alsó Sziléziában. Van egy kis történetük, amelyben az ördög összegyűjti a Schwenkfeldereket, hogy elvigye őket a pokolba, de a zsák Harpersdorfnál kiszakadt.
A XVIII. század elején a megmaradt Schwenkfelderek Harpersdorf környékén éltek Németország Sziléziai tartományában. Az üldözés felerősödött 1719-1725 között, majd 1726-ban Nicolaus Ludwig von Zinzendorf gróf szászországi birtokán kaptak menedéket. A szász választófejedelem 1733-as halálát követően az új uralkodót felkeresték a Jezsuiták, hogy küldje vissza a Schwenkfeldereket Harpersdorfba. Mivel életük és szabadságuk nagy veszélyben volt, úgy döntöttek megnézik az Újvilágot. Később egyébként, 1742-ben II. Frigyes porosz király toleranciát hirdetett a fennhatósága alatt Sziléziában maradt Schwenkfelderekre.
A bevándorolt Schwenkfelderek vitték be a sáfrányt az Egyesült Államokba. Valószínűleg a Schwenkfelderek Európában is termesztettek sáfrányt, van néhány forrás, miszerint legalább egy tagja a csoportjuknak fűszerkereskedelemmel foglalkozott. Philadelphia környékén, Pennsylvania államban telepedtek le 1731-ben, majd további csoportok vándoroltak be 1737-ig. A legnagyobb csoport, mintegy 180 fő 1734-ben érkezett. 1782-ben megalapították a Schwenkfelder társaságot, majd 1909-ben a Schwenkfelder Gyülekezetet, mint független keresztény egyházat, felekezetet. A Schwenkfelder Gyülekezet kisegyház maradt, 2009-ben 5 helyi gyülekezetben mintegy 2500 tagot számláltak. Délkelet-Pennsylvániában élnek, Philadelphiának egy 50 mérföldes sugarú környezetében. Két helyi gyülekezet van Philadelphiában, egy-egy pedig East Norritonban, Palmban és Worcesterben. A Schwenkfelder Gyülekezet minden évben megrendezi a Tavaszi Konferenciát, amit néha ősszel tartanak. A Száműzött Schwenkfelderek Leszármazottai Társaság egy hozzájuk kapcsolódó szervezet.

## Jellemzőik
Azt tanítják, hogy a keresztény teológia alapja és forrása a Biblia, de ez hitük szerint csupán halott szöveg a Szent Szellem belső munkája nélkül. Meggyőződésük továbbá, hogy Jézus Isteni természete folyamatosan erősödött szolgálata során, és az Úrvacsora egy szellemi közösség a Krisztus testével és vérével. A helyi gyülekezetektől függően felnőtt keresztség, a gyermekek megszentelése, illetve gyermekkeresztség is elfogadott. Más gyülekezetekből is csatlakoznak tagok a Schwenkfelder Gyülekezetekhez. Egyházvezetésük kongregácionalista (demokratikus vezetés), erős ökumenikus hangsúllyal. A Schwenkfelder Gyülekezetek elismerik az egyén személyes döntési jogát a közszolgálati tevékenységekkel kapcsolatban, így például a fegyveres katonai szolgálat vállalásában. A szolgálók kiválasztása a helyi gyülekezetek saját szabályai szerint történik. A Schwenkfelder lelkészek szolgálatba állítását, engedélyezésének szabályait a Schwenkfelder Gyülekezetek Végrehajtó Tanácsa szabályozza.
A különböző és elkülönülő Schwenkfelder teológia, ami az egész csoport tanításait és egyházi gyakorlatát jellemzi ma már nem egységes. A helyi gyülekezetek autonómiája önálló teológiát és gyakorlatot tesz lehetővé. Történelmi hitvallásuk az egész keresztény egyház öröksége, az Apostoli Hitvallás, ami a szentírásra helyezett alapokkal együtt a legjobb jellemzője a Schwenkfelder teológiának.

## Gyülekezetek
- Central Schwenkfelder Church, Lansdale, Pennsylvania
- Olivet-Schwenkfelder UCC, East Norriton, Pennsylvania
- Palm Schwenkfelder Church, Palm, Pennsylvania

## Fordítás
- Ez a szócikk részben vagy egészben  a   Schwenkfelder Church című angol Wikipédia-szócikk ezen változatának fordításán alapul.  Az eredeti cikk szerkesztőit annak laptörténete sorolja fel. Ez a jelzés csupán a megfogalmazás eredetét és a szerzői jogokat jelzi, nem szolgál a cikkben szereplő információk forrásmegjelöléseként.